# 比嘉憲雄
比嘉 憲雄（ひが のりお、1944年7月8日 - 2014年7月21日）は元ニッポン放送所属のフリーアナウンサー。

## 来歴
1967年にニッポン放送に入社。マイクネーム「ひがのぼる」として、『夕空晴れて!ひがのぼるです』などのワイド番組のディスクジョッキーを担当した。またラジオの報道番組にも携わり、皇室関係など数多くの事件報道を担当。
2001年にニッポン放送を退職後は、フリーアナウンサーとして芸能事務所のタレントユニオンやエル・ファクトリーなどに所属し、J-WAVEの契約報道デスクも務めていた。
2014年3月、J-WAVEニュースデスク業務から離れ、同年7月21日に死去。70歳没。

## 出演番組

### ニッポン放送時代
- ニッポン放送ニュース
- 西銀座で歌謡曲
- 夕空晴れて!ひがのぼるです（1977年10月3日 - 1984年4月6日）
- お早ようひがのぼるです（1984年4月9日 - 1986年4月4日）
- ひがのりおのみんなのラジオ!日曜版（1991年5月5日 - 1996年3月31日）

### フリー時代
- J-WAVE GOOD MORNING TOKYO
- WEEKEND MAGIC（以上、J-WAVEでのニュースデスク）
- 記念艦三笠のガイドアナウンス - 神奈川県横須賀市にある旧戦艦の展示スペースで流れる説明アナウンス